# Tenis ziemny na Olimpiadzie Letniej 1906
Tenis ziemny na Olimpiadzie Letniej 1906 został rozegrany w dniach 23 – 26 kwietnia. W zawodach udział wzięło 27 tenisistów z 6 państw. W tabeli medalowej zwyciężyli zawodnicy z Francji, którzy wygrali 3 z 4 konkurencji.

## Rezultaty
| Konkurencja             |                                        |                                               |                                                 |
| ----------------------- | -------------------------------------- | --------------------------------------------- | ----------------------------------------------- |
| Gra pojedyncza mężczyzn | Max Décugis                            | Maurice Germot                                | Zdenek Zemla                                    |
| Gra podwójna mężczyzn   | Francja · Max Décugis · Maurice Germot | Grecja · Ioannis Ballis · Xenophon Kasdaglis  | Królestwo Czech · Ladislav Žemla · Zdenek Zemla |
| Gra pojedyncza kobiet   | Esmee Simiriotis                       | Sophia Marinou                                | Euphrosine Paspati                              |
| Gra podwójna mieszana   | Francja · Marie Décugis · Max Décugis  | Grecja · Sophia Marinou · Georgios Simiriotis | Grecja · Xenophon Kasdaglis · Aspasia Matsa     |

## Tabela medalowa
| Poz. | Państwo |   |   |   | Łącznie |
| ---- | ------- | - | - | - | ------- |
| 1    | Francja | 3 | 1 | 0 | 4       |
| 2    | Grecja  | 1 | 3 | 2 | 6       |
| 3    | Bohemia | 0 | 0 | 2 | 2       |